# Crack spread
Il termine crack spread è associato allo spread trading in materie prime e in particolare a strategie di trading complesse (ad esempio multileg, che prevedono l'acquisto e la vendita simultanea di uno strumento finanziario)..

## Descrizione
Nell’industria petrolifera, le raffinerie rappresentano la parte maggiormente impattata dalla necessità di coprire la differenza tra i costi iniziali e quelli finali del prodotto.
I profitti sono direttamente legati al differenziale tra il prezzo del greggio e il prezzo dei prodotti raffinati, benzina e distillati (diesel e carburante per motori a getto). Questo differenziale è comunemente detto crack spread. Il termine nasce perché il processo di raffinazione viene spezzato (in inglese cracked) nei suoi principali prodotti finiti. 
Normalmente la benzina rappresenta circa il doppio dei carburanti distillati, rispetto alla misura del barile che contiene il diesel o il carburante per motori a getto. Questo rapporto di raffinazione si traduce in un crack spread 3:2:1 (3 contratti di greggio, CL, contro 2 di benzina, RB, e 1 di gasolio, HO). 
Questo tipo di crack spread implica quantità espresse in unità di misura diverse e bisogna quindi procedere a una conversione. Il greggio viene quotato in dollari al barile, mentre la benzina e l’olio combustibile in dollari per gallone e poi moltiplicato per 42 galloni al barile per convertire il prezzo in dollari al barile. 
Possiamo definire il Gross Cracking Margin (margine lordo di spezzettatura, GCM) con il rapporto 3:2:1:
{\displaystyle GMC=-3*CL+2*RB*42+HO*42}
La formula che esprime questo tipo di crack spread è molto simile a quella degli spread sul margine lordo di trasformazione. La vendita di crack spread viene denominata "raffinazione sintetica" e va a coprire i costi di una raffineria. Invece, un reverse crack spread replica teoricamente la posizione della raffineria.
Il rendimento ottenuto dalla vendita della benzina e del gasolio deve coprire i costi del greggio e della sua lavorazione. I crack spread possono essere influenzati dalla stagionalità; per esempio, durante il periodo estivo la domanda per la benzina è maggiore rispetto a quella dell’olio combustibile mentre in inverno è il contrario. 
Se lo spread è piuttosto ampio, le raffinerie lavoreranno a massima potenza per ottenere più profitto dai prodotti raffinati.